# 4946 Askalaphus
4946 Askalaphus је Јупитеров тројански астероид са средњом удаљеношћу од Сунца која износи 5,318 астрономских јединица (АЈ).
Апсолутна магнитуда астероида је 9,9.